# Belonopsis (grzyby)
Belonopsis (Sacc.) Rehm – rodzaj grzybów z typu workowców (Ascomycota).

## Systematyka i nazewnictwo
Pozycja w klasyfikacji według Index Fungorum: Mollisiaceae, Helotiales, Leotiomycetidae, Leotiomycetes, Pezizomycotina, Ascomycota, Fungi.
Po raz pierwszy zdiagnozował go w 1889 r. Pier Andrea Saccardo nadając mu nazwę Mollisia sect. Belonopsis. Obecną, uznaną przez Index Fungorum nazwę nadał mu Heinrich Rehm w 1891 r.
Synonim: Belonium subgen. Trichobelonium Sacc., Mollisia sect. Belonopsis Sacc., Trichobelonium (Sacc.) Rehm.

## Gatunki występujące w Polsce
- Belonopsis guestphalicum (Rehm) Nannf. 1972

Nazwy naukowe na podstawie Index Fungorum. Wykaz gatunków według M.A. Chmiel. 